# Moody (Alabama)
Moody es una ciudad ubicada en el condado de St. Clair en el estado estadounidense de Alabama. En el censo de 2000, su población era de 8053.

## Demografía
En el 2000 la renta per cápita promedia del hogar era de $ 39.500$, y el ingreso promedio para una familia era de 43.767$. El ingreso per cápita para la localidad era de 18.208$. Los hombres tenían un ingreso per cápita de 38.150$ contra 26.089$ para las mujeres.

## Geografía
Moody está situado en 33°35′33″N 86°29′47″O / 33.59250, -86.49639 (33.592469, -86.496369)
Según la Oficina del Censo de los EE. UU., la ciudad tiene un área total de 24.03 millas cuadradas (62.25 km²).